# Енгибарян, Роберт Вачаганович
Ро́берт Вачага́нович Енгибаря́н (род. 27 апреля 1941, Ереван) — директор Международного института управления МГИМО (У) МИД России с 1994 по 2016 год , российский ученый, Заслуженный деятель науки Российской Федерации (2002), доктор юридических наук, профессор.

## Биография
С 1963 года, окончив юридический факультет Ереванского университета, работал в органах прокуратуры СССР.
С 1966 года — аспирант Всесоюзного научно-исследовательского института советского законодательства при Правительстве СССР. В 1969—1980 годы преподавал в Ереванском университете (старший преподаватель, доцент, профессор). В этот же период (1974—1975) окончил докторантуру и одновременно преподавал на юридическом факультете Белградского университета (СФРЮ). С 1980 года — на партийной работе: первый секретарь парткома (на правах райкома) Ереванского университета (1980—1985), первый заместитель заведующего отделом агитации и пропаганды ЦК КП Армении (1985—1986), консультант — заведующий сектором Идеологического отдела ЦК КПСС (1986—1991), главный редактор политико-правового ежемесячника «Я и мир» (1991—1993).
С 1989 года преподаёт в МГИМО. С 1993 по 2016 года возглавлял Международный институт управления МГИМО (У) МИД России. Главный редактор политико-правового журнала «Право и управление. XXI век». По данным сетевого экспертного сообщества «Диссернет» на апрель 2014 года, в диссертационном совете 209.002.01 на кафедре правового обеспечения управленческой деятельности Международного института управления МГИМО было защищено 19 диссертаций, содержащих плагиат в значительном размере. В шести случаях научным руководителем диссертаций являлся одновременно возглавлявший диссовет профессор Роберт Енгибарян, по состоянию на 2014 год являющийся директором Международного института управления МГИМО и председателем диссертационного совета в МГИМО-Университете по защите докторских диссертаций. По его словам, диссовет 209.002.01 уже прекратил своё существование из-за смерти трёх членов совета и смены работы части других членов. Также Енгибарян негативно высказался по отношению к экспертам, ищущим плагиат, и прокомментировал претензии по диссертации директора правового департамента Министерства финансов Светланы Ячевской следующим образом: «Юриспруденция отличается тем, что вы должны взять что-то откуда-то, например президентское послание, и потом начать разбор этого послания… <…> Почему это „списано“? Это свободное изложение того, что говорил президент на эту тему».
В 2015 году награждён медалью Мхитара Гоша Республики Армения.
В 2021 году был опубликован роман Р.В. Енгибаряна "Игры судьбы" и сразу стал востребованным российскими и зарубежными читателями. События происходящие в романе реальные, с приключенческим сюжетом, вызвали большой интерес у читателя. Литературные критики единогласны в своём мнение и в положительных отзывах о данном произведении. Кирилл Привалов критик, журналист- международник в "Литературной газете" высоко оценил мастерство автора. В своей рецензии он пишет:«Для умного человека достаточно одной человеческой жизни, глупый же не знает, что делать ему с вечностью. Так ещё в древности сказал мудрец. «Игры судьбы», новая книга Роберта Енгибаряна, известного учёного и педагога, автора книг, уже ставших востребованными российскими и зарубежными читателями, – своеобразная иллюстрация этого утверждения. Судьбы людей, помноженные на судьбы страны на фоне глобальных пертурбаций, которые постигли её на рубеже тысячелетий. События реальные, но с вымышленными именами героев и с поистине приключенческим сюжетом.» 

## Награды
- Орден Дружбы (1 марта 2017) — за заслуги в развитии науки, образования, подготовке квалифицированных специалистов и многолетнюю добросовестную работу[5].
- Медаль Мхитара Гоша (25 мая 2015, Армения) — по случаю Дня Республики, за вклад в укрепление связей Родина-диаспора[6].
- Заслуженный деятель науки Российской Федерации (25 января 2002) — за заслуги в научной деятельности[7].

## Научная деятельность
Председатель диссертационного совета МГИМО по защите докторских диссертаций.
Автор более 150 научных трудов (статей, учебных пособий, учебников, монографий).

### Избранные труды
- Енгибарян Р. В., Тадевосян Э. В. Конституционное право : учебник для вузов . — М. : Юристъ, 2000. — 496 с. — (Institutiones). — ISBN 5-7975-0274-7.
  -  — 2-е изд., перераб. и доп. — М. : Юристъ, 2002. — 554 с. — (Institutiones). — ISBN 5-7975-0510-X.
- Енгибарян Р. В. О некоторых дискуссионных теоретико-методологических вопросах курса конституционного права : (Читая новейшую учебную литературу) // Государство и право. — 2001. — № 1. — С.14-24.
- Енгибарян Р. В., Краснов Ю. К. Теория государства и права : учеб. пособие / Р. В. Енгибарян. — М. : Юристъ, 2001. — 272 с. — (Institutiones). — ISBN 5-7975-0184-8.
  -  — 2-е изд., пересмотр. и доп. — М. : НОРМА, 2007. — 575 с. — ISBN 978-5-468-00079-3.
  -  — 2-е изд., пересмотр.и доп. — М.: Норма, 2010. — 576 с.
- Енгибарян Р. В. Сравнительное конституционное право : учеб. пособие. — М. : Юристъ, 2005. — 429 с. — (Institutiones). — ISBN 5-7975-0787-0.
  -  — Ростов н/Д : Феникс, 2007. — 543 с. — (Высшее образование). — ISBN 5-222-09155-4.
- Енгибарян Р. В. Конституционное развитие в современном мире : основные тенденции. — М. : НОРМА, 2007. — 495 с. — ISBN 978-5-468-00096-0.
  -  — 2-е изд. — М.: НОРМА, 2010. — 496 с.
- Енгибарян Р. В., Краснов Ю. К. Этнос в современном мире // Право и управление. XXI век. — 2008. — № 2(7). — С. 5-8.
- Енгибарян Р. В. Право и управление XXI век: колонка главного редактора // Право и управление XXI век. — 2009. — № 4.
- Енгибарян Р. В. Упущенные возможности: судьба и деяния реформатора Михаила Горбачева // Право и управление. XXI век. — 2011. — № 1.
- Енгибарян Р. В. Дипломатическая служба // Право и управление. XXI век. — 2011. — № 1.
- Енгибарян Р. В. Цивилизационно-национальная принадлежность и гражданство — определяющие критерии формирования человека и его поведения // Право и управление. XXI век. — 2011. — № 4.
- Енгибарян Р. В. Качественное образование — главное условие динамичного развития общества и его конкуренции // Право и управление. XXI век. — 2013. — № 4. — С. 3-5.
- Енгибарян Р. Исламский вызов // Право и управление. XXI век. — 2013. — № 2. — С. 3-4.
- Енгибарян Р. Качественное образование — главное условие динамичного развития общества и его конкурентности // Право и управление. XXI век. — 2013. — № 4. — С. 3-5.

сочинения
- Енгибарян Р. В. Мужчина и женщина: нескончаемый диалог. — М.: Норма, 2013.
- Енгибарян Р. В. О, Мари!: Роман. — М.: Норма, 2013. — 640 с. — ISBN 978-5-91768-343-0.
- Енгибарян Р. В. Игры судьбы: Роман. — М.: Международные отношения, 2021. — 440 с. 
  - 26 мая 2021 года в «Литературной газете» вышла рецензия Кирилла Привалова на книгу «Игры судьбы».